# André Pirro
Pour les articles homonymes, voir Pirro.
André Gabriel Edme Pirro, né à Saint-Dizier (Haute-Marne) le 12 février 1869 et mort le 11 novembre 1943 à Paris, est un musicologue et organiste français.

## Biographie
Il commence à apprendre l'orgue avec son père, Jean Pirro. Puis, il part à Paris où il est organiste et maître de chapelle au collège Stanislas. Il suit en auditeur libre la classe d'orgue de César Franck puis de Charles-Marie Widor et s'associe aux travaux d'édition de la Schola Cantorum où il donne des cours d'histoire de la musique.
Il est organiste du Cavaillé-Coll de Saint-Jean-Baptiste de Belleville de 1900 à 1904.
Il soutient en Sorbonne sa thèse : L’Esthétique de Bach, publiée à Paris en 1907, suivie la même année d'une thèse complémentaire : Descartes et la musique (compte-rendu in Le Ménestrel, 1907).
Il est chargé de cours à la Sorbonne (1912), puis maître de conférence (1927) et professeur titulaire (1930). Alors que Romain Rolland puis Louis Laloy n'étaient que chargés du cours d'histoire de la musique, Pirro est le premier titulaire de la chaire correspondante, jusqu'à sa retraite (1937).
Il est lauréat de l'Académie des Beaux-Arts.
Parmi ses meilleurs élèves figurent : Yvonne Rokseth, Vladimir Fedorov, Dragan Plamenac, Armand Machabey, Geneviève Thibault, comtesse de Chambure, Marc Pincherle, Jacques Chailley, Eugénie Droz. 
Par ses travaux toujours très documentés, il a renouvelé de nombreux sujets relatifs à la musique des XVe et XVIe siècles, Jean-Sébastien Bach et la musique d'orgue. Son livre Les Clavecinistes fit autorité au moment où on redécouvrait le clavecin et les compositeurs pour cet instrument.

## Écrits
- L'Orgue de Jean-Sébastien Bach (Paris, 1895) [lire en ligne],
- 14 notices biographiques pour les Archives des maîtres de l'orgue de Guilmant (Paris, 1897-1910),
  - Jehan Titelouze (1898) [lire en ligne]
- Jean-Sébastien Bach (Paris, 1906) [lire en ligne],
- L'Esthétique de Jean-Sébastien Bach (Paris, 1907) [lire en ligne],
- Descartes et la musique, (Paris 1907) [lire en ligne],
- Dietrich Buxtehude (Paris, 1911) [lire en ligne],
- Schütz (Paris, 1913),
- Jean-Sébastien Bach, auteur comique (Madrid, 1915),
- Les Clavecinistes : étude critique (Paris, 1924),
- La Musique à Paris sous le règne de Charles VI, 1380-1422 (Strasbourg, 1930),
- La Musique française du Moyen Âge à la Révolution (Paris, 1940),
- Histoire de la musique de la fin du XIe siècle à la fin du XVIe (Paris, 1940),
- de nombreux articles dans les revues françaises et étrangères.